# Riesenbeutelmarder
Der Riesenbeutelmarder oder Fleckschwanzbeutelmarder (Dasyurus  maculatus) ist eine Art aus der Familie der Raubbeutler, der mit zwei Unterarten im östlichen Australien vorkommt. Die Nominatform D. m. maculatus ist von Bundaberg in Queensland bis nach Victoria und Tasmanien verbreitet. Nach Westen reicht das Verbreitungsgebiet bis nach Chinchilla. Der kleinere D. m. gracilis beschränkt sich auf ein kleines Gebiet im nördlichen Queensland auf der Kap-York-Halbinsel.

## Merkmale

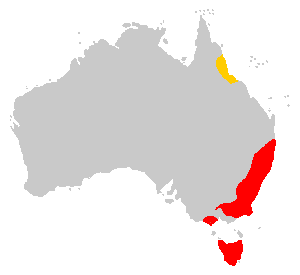
Verbreitungsgebiete des Riesenbeutelmarders – rot: D. m. maculatus, gelb: D. m. gracilis

Die Männchen der Nominatform erreichen eine Kopf-Rumpf-Länge von 38 bis 76 cm, haben einen 37 bis 55 cm langen Schwanz und erreichen ein Gewicht von 1,5 bis 5 kg. Weibchen bleiben mit Kopf-Rumpf-Längen von 35 bis 45 cm, einer Schwanzlänge von 34 bis 42 cm und einem Gewicht von 0,9 bis 2,5 kg deutlich kleiner. D. m. maculatus ist damit die größte Form der Beutelmarder und der zweitgrößte Raubbeutler nach dem Beutelteufel. Männchen von D. m. gracilis werden 33 bis 51 cm lang, haben einen 31 bis 44 cm langen Schwanz und erreichen ein Gewicht von 0,85 bis 2,5 kg. Weibchen sind ebenfalls kleiner und erreichen eine Kopf-Rumpf-Länge von 28,5 bis 41 cm, haben eine 28,5 bis 41 cm langen Schwanz und erreichen ein Gewicht von 0,8 bis 1,6 kg. Die Oberseite ist rotbraun oder braun mit unterschiedlich großen weißen Flecken, die Unterseite ist blasser gefärbt. Die Art unterscheidet sich von anderen Arten der Gattung durch den gefleckten Schwanz.

## Lebensraum und Lebensweise
Innerhalb des Verbreitungsgebietes werden unterschiedliche Habitate als Lebensraum genutzt, von tropischen, subtropischen und gemäßigten Regenwäldern über feuchten und trockenen Hartlaubwäldern bis zu offenen Heide- und Buschlandschaften. Riesenbeutelmarder bewegen sich vor allem auf dem Erdboden können jedoch auch klettern, tun dies aber nur bis in Höhen von drei Metern. Als Unterschlupf dienen ihnen Felsspalten, Altholzhaufen und Höhlen in Bäumen oder in Baumstümpfen. Die Tiere sind am Tag, mehr aber in der Nacht aktiv. Sie sind Einzelgänger. Das von Weibchen genutzte Territorium ist zwischen 180 und 1000 ha. groß. Weibchen sind zwar revierbildend, dulden aber den eigenen weiblichen Nachwuchs in ihrem Territorium. Männchen sind nicht revierbildend und die von ihnen genutzten Territorien sind mit 2000 bis 5000 ha viel größer als die Reviere der Weibchen. Sie überlappen sich in der Regel mit den Territorien verschiedener Weibchen und anderer Männchen. Riesenbeutelmarder nutzen Latrinen, in denen sie ihren Kot und Urin absetzen. Die Latrinen können auch zur Revierabgrenzung dienen. Am Tage bewegen sich Riesenbeutelmarder über Distanzen von 3 bis 5 km, die größte gemessene in einer Nacht zurückgelegte Strecke maß 8 km.

## Ernährung

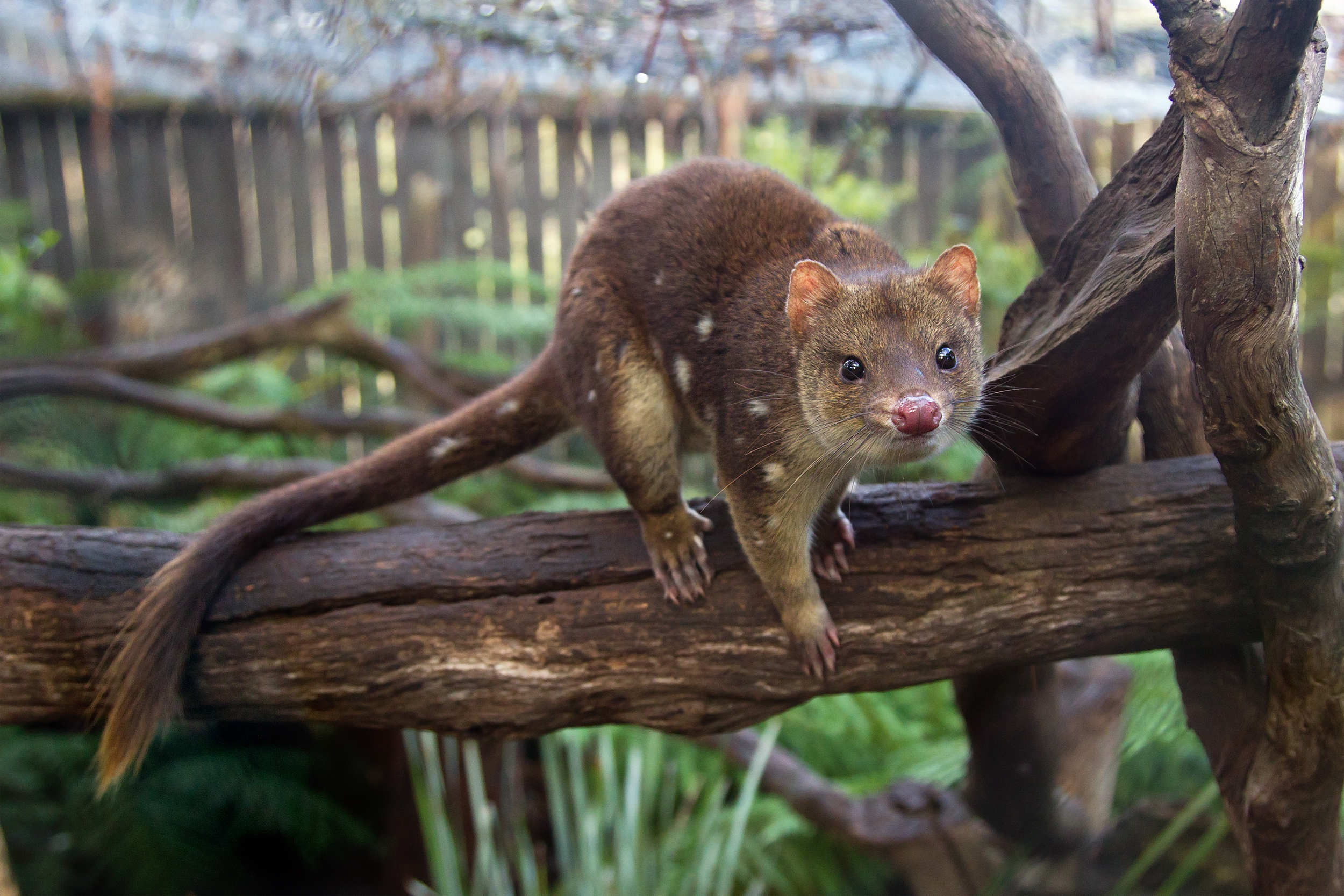
Riesenbeutelmarder mit schwacher Fleckenzeichnung

Ausgewachsene Riesenbeutelmarder ernähren sich zu etwa 70 % von mittelgroßen Säugern mit einem Gewicht von 0,5 bis 7 kg. Außerdem werden oft Insekten und Aas gefressen, Reptilien und Vögel dagegen selten. Zum Beutespektrum gehören das Wildkaninchen, der Feldhase, Riesengleitbeutler, der Große Langnasenbeutler, der Große Kurznasenbeutler, der Rothalsfilander, der Östliche Ringelschwanzbeutler, der Fuchskusu und der Hundskusu. Junge Riesenbeutelmarder fressen eher kleine Säuger, Vögel und Wirbellose.

## Fortpflanzung
Der Sexualzyklus der weiblichen Riesenbeutelmarder dauert 28 Tage. Sie sind über einen Zeitraum von 3 bis 5 Tagen fruchtbar. Die meisten Paarungen finden zwischen Ende Mai und Anfang August statt. Dabei wählen die Weibchen ihre Partner aus und paaren sich in diesem Zeitraum mit mehreren Männchen. Eine Kopulation kann bis zu 17 Stunden dauern. Nach einer Tragzeit von etwa 21 Tagen werden von Juni bis August im Durchschnitt fünf Jungen geboren, die sich für ca. sieben Wochen an den Zitzen festsaugen. Die Weibchen haben sechs in zwei Reihen angeordnete Zitzen im Beutel. Nach den ersten sieben Wochen werden die Jungtiere im Unterschlupf zurückgelassen wenn das Weibchen auf Nahrungssuche geht. Sie fangen mit einem Alter von etwa 13 Wochen an miteinander zu spielen und sind mit einem Alter von 18 bis 20 Wochen selbstständig. Weibchen erreichen mit einem Alter von zwei Jahren die Größe der Erwachsenen, bei den Männchen dauert es ein Jahr länger. Die Nominatform erreicht in freier Wildbahn ein Alter von fünf Jahren, Angehörige der kleineren, nördlichen Unterart werden in der Regel nicht älter als zwei Jahre.

## Taxonomie und Systematik
Der Riesenbeutelmarder wurde im Jahr 1792 durch Robert Kerr in seinem Werk The Animal Kingdom, einer Teilübersetzung von Carl von Linnés Systema Naturae unter der Bezeichnung Viverra maculata erstmals wissenschaftlich beschrieben. Er ordnete die Art damals also den Schleichkatzen zu. Aber schon im Jahr 1796 führte der französische Zoologe Étienne Geoffroy Saint-Hilaire die Gattung der Beutelmarder (Dasyurus) ein zu der der Riesenbeutelmarder zusammen mit fünf weiteren Arten gehört. Die Beutelmarder sind innerhalb der Familie der Raubbeutler (Dasyuridae) die Schwestergruppe des Beutelteufels (Sarcophilus harrisi). Einige Wissenschaftler sind der Ansicht, dass die nördliche Unterart D. m. gracilis den Status einer eigenständigen Art bekommen sollte, da sie sich genügend von der Nominatform unterscheidet und die Verbreitungsgebiete beider Formen keinen Kontakt zueinander haben, so dass es zu keinen Hybridisierungen kommt. Es wurde auch gefordert, dass die tasmanische Population als eigenständige Unterart anerkannt werden sollte.

## Gefährdung
Den Bestand des Riesenbeutelmarder schätzt die IUCN als potenziell gefährdet (Near Threatened) ein. Es wird angenommen, dass es etwa 14000 ausgewachsene Individuen gibt. Das Verbreitungsgebiet ist heute aufgrund von menschlicher Landnutzung stark fragmentiert und die Populationen in den zahlreichen Schutzgebieten sind zu klein.
Zudem werden die Riesenbeutelmarder von Bauern häufig als Plage angesehen und geschossen, da diese den Hühnerbestand gefährden.